# Prêmio da Música Brasileira para Melhor Intérprete de Música Urbana
O Prêmio da Música Brasileira para Melhor Intérprete de Música Urbana é concedido anualmente desde 2023 pela tradicional premiação musical. A categoria "Intérprete" substituiu as categorias "Cantor" e "Cantora", permitindo a inclusão de pessoas não-binárias.  Essa categoria foi criada para tornar a premiação mais inclusiva e representativa.

## Vencedores e indicados

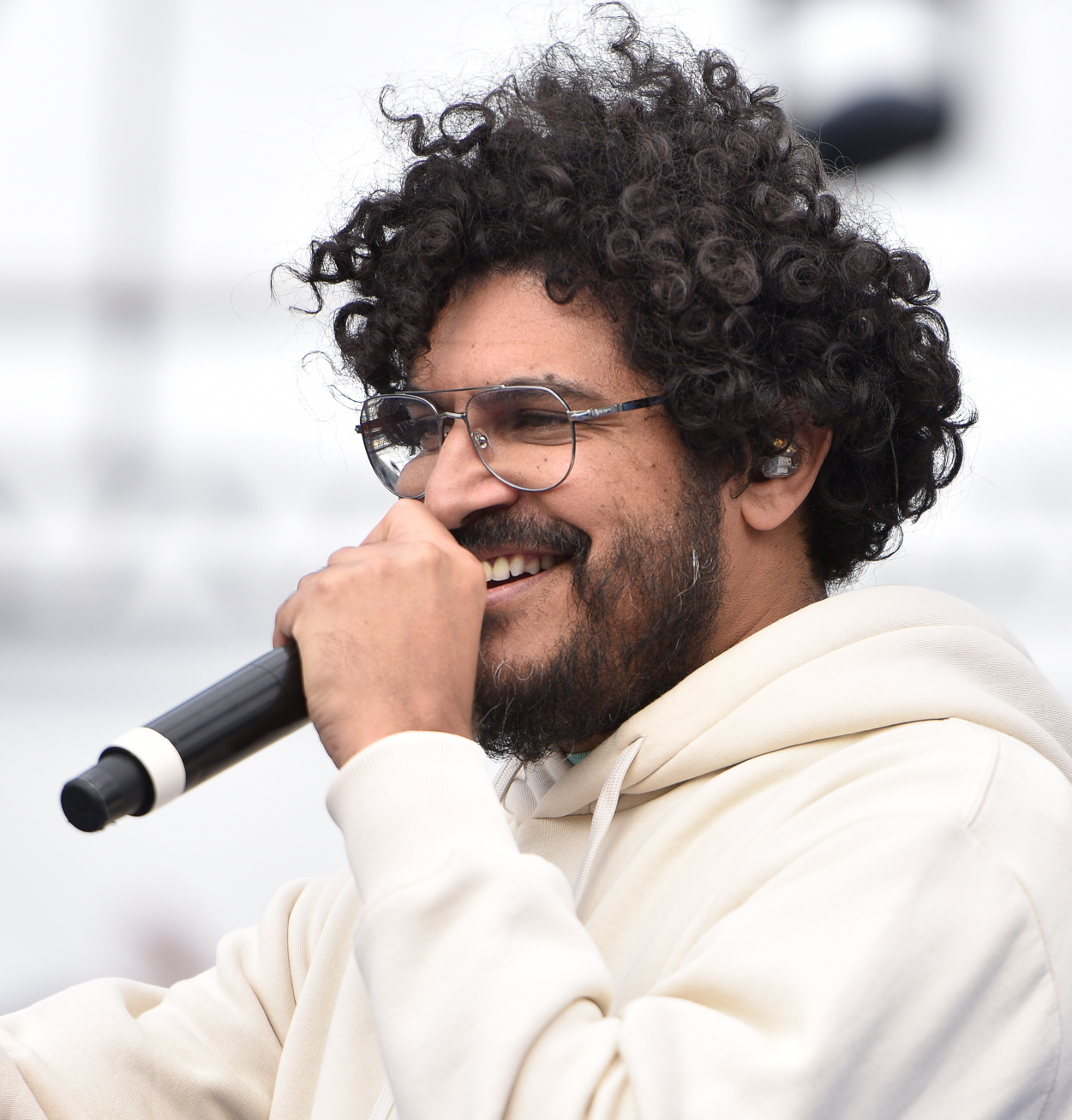
Vencedor inaugural, Criolo

| Ano  | Vencedor(a) | Indicados                                                 | Ref.  |
| ---- | ----------- | --------------------------------------------------------- | ----- |
| 2023 | Criolo      | - Baco Exu do Blues - Gloria Groove - Iza - Xênia França  | [ 2 ] |
| 2024 | Iza         | - Gloria Groove - Ludmilla - Rincon Sapiência - Sandra Sá | [ 3 ] |